# دانشگاه چونگ‌جو
دانشگاه چونگ‌جو (کره‌ای: 청주대학교؛ انگلیسی: Cheongju University) دانشگاه خصوصی واقع شده در چونگ‌جو، استان چونگ‌چونگ شمالی، کره جنوبی است.

## دانشکده‌ها
تحصیلات کارشناسی در این دانشگاه در هشت دانشکدهٔ مختلف تقسیم‌بندی شده است: اقتصاد و مدیریت بازرگانی، حقوق، علوم انسانی، علوم و مهندسی، آموزش، هنر، علوم اجتماعی و دانشکده شبانه (که دوره‌های نیمه‌وقت شبانه در زمینه‌های مختلف ارائه می‌دهد). برنامه‌های تحصیلات تکمیلی نیز از طریق پنج دانشکده تحصیلات تکمیلی ارائه می‌شود: آموزش عالی، مهندسی صنعتی، مدیریت دولتی، مدیریت بازرگانی و آموزش. علاوه بر این، چندین مؤسسه تحقیقاتی در دانشگاه فعال هستند که شامل مؤسسه تحقیقاتی مدیریت صنعتی، مؤسسه تحقیقاتی علوم صنعتی، مرکز تحقیقات اطلاعات و ارتباطات و دو مرکز رشد کسب‌وکار است: مرکز رشد فناوری و کسب‌وکار و مرکز رشد کسب‌وکار اینترنتی.

## تاریخچه
این داشگاه در ۶ ژوئن ۱۹۴۷ با نام کالج تجاری چونگ‌جو (청주상과대학) فعالیت خود را آغاز کرد. در سال ۱۹۵۱ نام آن به کالج چونگ‌جو تغییر یافت و در سال ۱۹۸۱ به دانشگاه تبدیل شد. در سال ۱۹۸۹، پردیس دوم در نزدیکی پردیس اول ساخته شد.

## فارغ‌التحصیلان برجسته
- جونگ جین یونگ، خواننده و بازیگر (بی‌وان‌ای‌فور)
- سونگ ایل گوک، بازیگر
- کیم جی اون، بازیگر